# Dominique Da Sylva
Dominique Da Sylva (Nuakchot, Mauritania, 16 de agosto de 1989) es un futbolista mauritano. Juega como delantero en el Zamalek SC de la Primera División de Egipto.
Sus padres son de Guinea-Bissau y es católico.

## Clubes
| Club                 | País   | Año               |
| -------------------- | ------ | ----------------- |
| Club Sportif Sfaxien | Túnez  | 2007 - 2011       |
| Al Ahly              | Egipto | 2011 - 2014       |
| Zamalek SC           | Egipto | 2014 - Actualidad |

## Palmarés
| Título                             | Club       | Resultado |
| ---------------------------------- | ---------- | --------- |
| Copa de Túnez 2008/09              | CS Sfaxien | Campeón   |
| Primera División de Egipto 2010/11 | Al Ahly    | Campeón   |

Otros logros
- Subcampeón de la Copa de Túnez 2009/10 con CS Sfaxien.
- Subcampeón de la Supercopa de la CAF 2009 con CS Sfaxien.
- Subcampeón de la Copa Confederación de la CAF 2010 con CS Sfaxien.